# تپه مسجدین
تپه مسجدین مربوط به دوران‌های تاریخی  اشکانی - ساسانی (۲۴۷ سال قبل از میلاد تا ۶۵۱ سال بعد از میلاد) است و در شهرستان کبودر آهنگ، روستای مسجدین علیا واقع شده و این اثر در تاریخ ۲۲ مرداد ۱۳۸۴ با شمارهٔ ثبت ۱۳۰۴۱ به‌ عنوان یکی از آثار ملی ایران به ثبت رسیده‌است.

## نیمی از محوطه تاریخیمسجدینتخریب شده‌است
بر اساس بررسی‌های سال ۱۳۸۳ در عملیات گمانه‌ زنی و تعیین حریم محوطه تاریخی مسجدین همدان، مشخص شد بیش از ۵۰ درصد از این محوطه بر اثر برف وباران از بین رفته‌ است.
با توجه به کشف آثاری پراکنده در تپه تاریخی مسجدین و دستیابی به آثار تاریخی متعدد در این محوطه اقدامات اولیه در راستای شناسایی و بررسی این تپه از سوی یک تیم پژوهشی به سرپرستی محمد نقی سیدی تبار صورت گرفت. تپه باستانی مسجدین در ۶۶ کیلومتری شمال غربی شهرستان کبودرآهنگ همدان واقع شده‌ است.
سرپرست این تیم پژوهشی در مورد فعالیت‌های صورت گرفته در این منطقه گفت: «با توجه به کشف آثار پراکنده باستانی در این تپه، اجرای یک برنامه پژوهشی به منظور تعیین حریم و حفاظت از این منطقه ضرورت جدی داشت. از این رو حدود ۷ گمانه برای تعیین حریم تپه یاد شده ایجاد کردیم که به علت رطوبت زیاد و تجمع آب در برخی مناطق، این گمانه‌زنی‌ها متوقف شد.»
وی در ادامه به وضعیت کنونی این تپه و شدت تخریب‌های ایجاد شده در این منطقه اشاره کرد و گفت: «به دلیل استقرار این تپه در میان دو روستای مسجد علیا و مسجد سفلی، طی سال‌های گذشته بخش بزرگی از این تپه در جریان عملیات جاده‌سازی برای اتصال این دو روستا از بین رفته‌است.»
وی همچنین به سایر عوامل تخریب اشاره کرد و گفت: « به دلیل بارش  برف وباران این تپه تخریب شده است.
به گفته «سیدی تبار» هم‌اکنون حدود ۵۰ تا ۶۰ درصد از تپه باستانی مسجدین تخریب شده اما با اجرای عملیات اخیر نسبت به تعیین حریم و حفاظت این محوطه اقدام شده و ثبت این اثر مراحل اجرایی خود را می‌گذراند.
سرپرست عملیات پژوهشی در تپه مسجدین، در مورد ارزش و قدمت تاریخی این تپه یادآور شد: «براساس پژوهش‌های انجام شده در آثار باقی مانده در این تپه، موفق به شناسایی یک معماری خشتی در لایه‌های زیرین تپه شدیم که براساس بررسی خشت‌های پراکنده در محوطه، به نظر می‌رسد که این اثر معماری مربوط به دوره اشکانی _ ساسانی باشد. اما کسب اطمینان از این موضوع مستلزم بررسی دقیق بنا و اجرای عملیات کاوش است.»
وی در مورد سایر آثار به دست آمده در این محوطه گفت: «در یک بررسی سطحی و کلی در منطقه علاوه بر تعدادی خشت و سفال، موفق به کشف یک کاسه سفالی سالم با لعاب زرد رنگ شدیم که نوع لعاب آن از جمله لعاب‌های رایج در قرن ۴ هجری است. همچنین یک در سنگی همراه با پاشنه آن به دست آمد که در فاصله ۴۰ متری تپه رها شده بود. این در نیز ظاهراً از آثار دوره اسلامی است.»
سیدی تبار در پایان اعلام کرد که با توجه به قدمت و اهمیت این تپه که از سایر تپه‌های باستانی اطراف نیز ارتفاع بیشتری دارد، طرح اجرای یک عملیات حفاری در منطقه تهیه و ارائه شده‌ است که در صورت تصویب و تأمین اعتبار در تابستان آینده به مرحله اجرا در خواهد آمد.

## نگارخانه

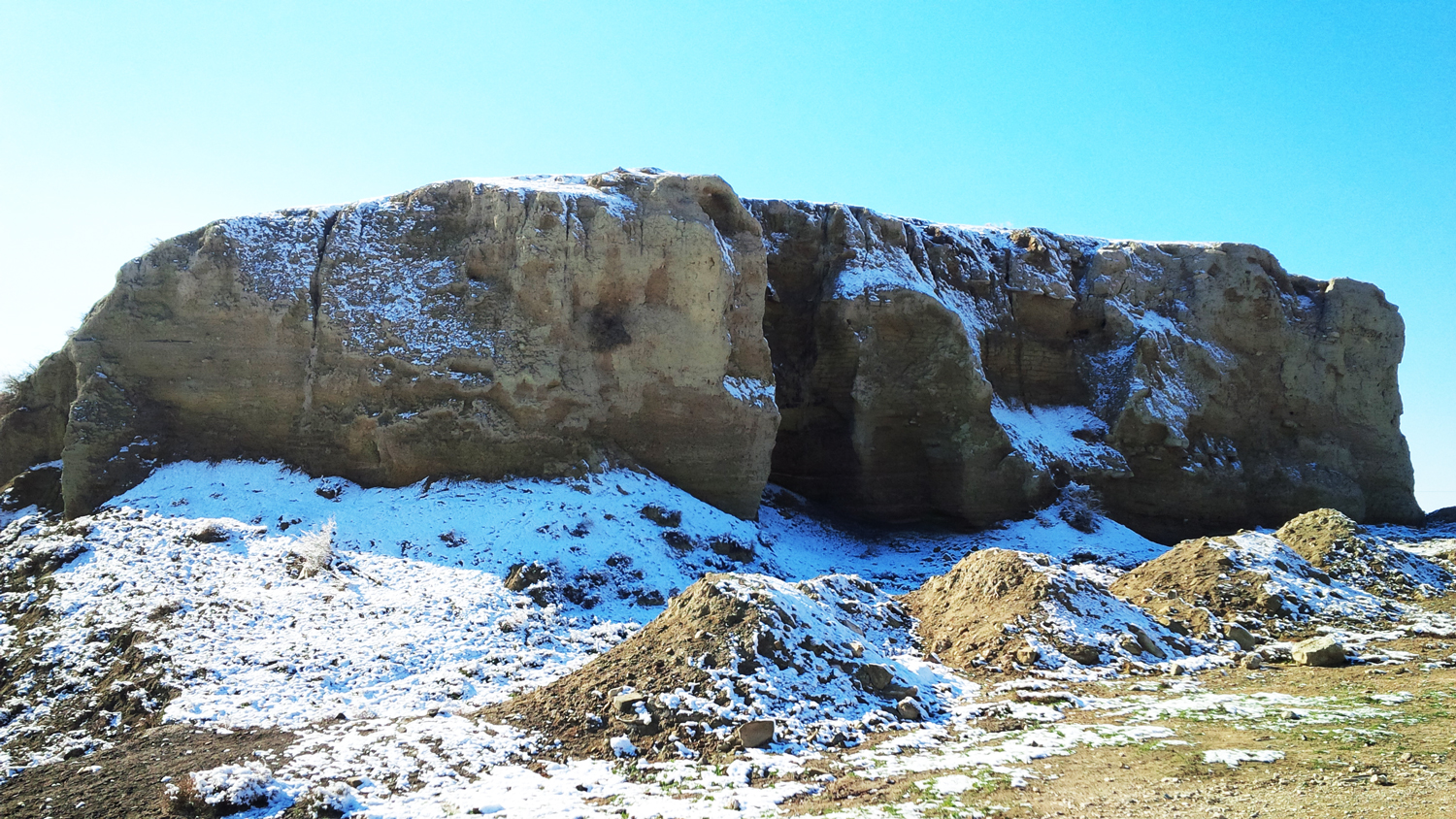
تپه تاریخی مسجدین در اوخر زمستان (ضلع شمالی)
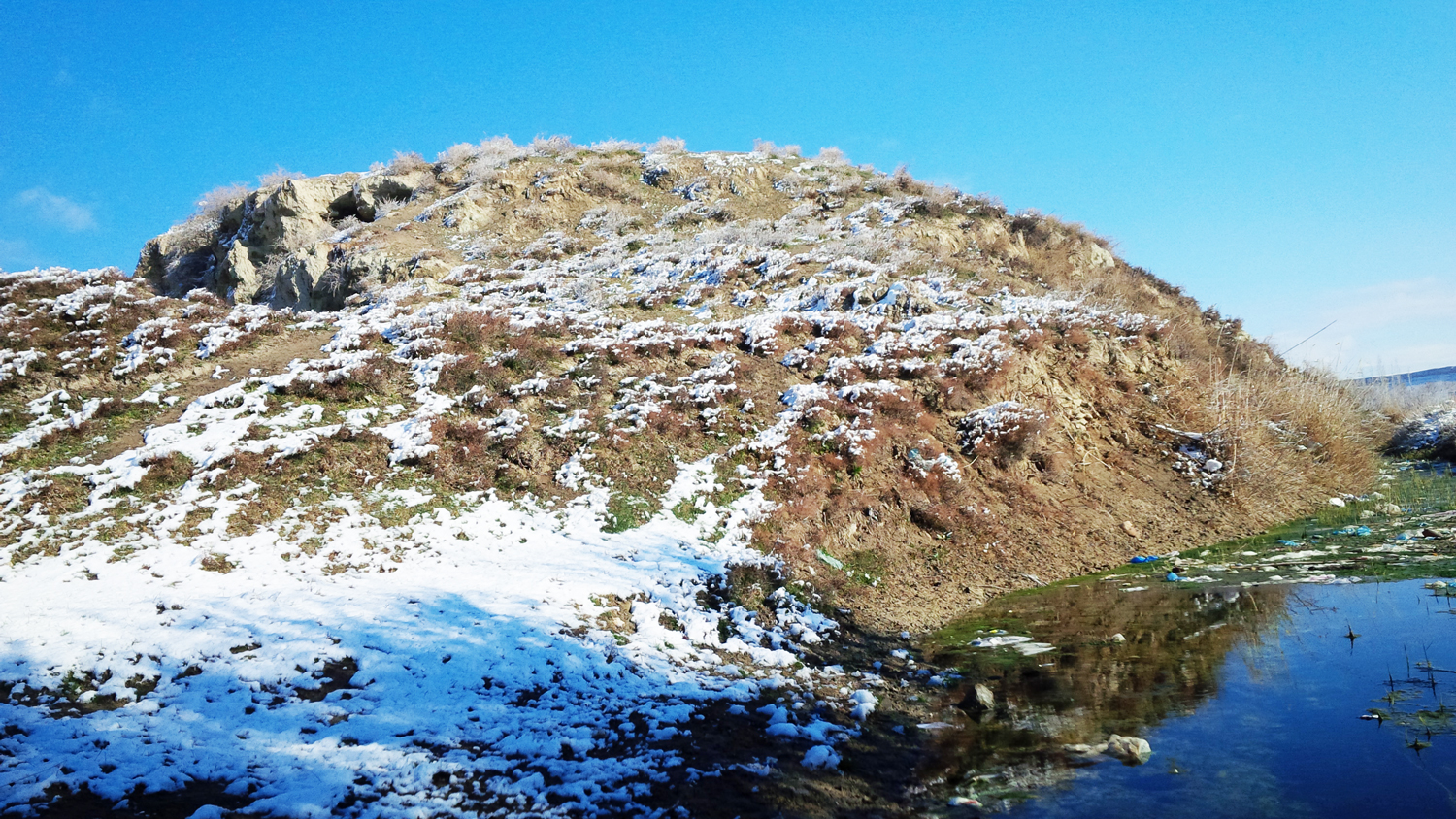
تپه مسجدین (ضلع غربی)
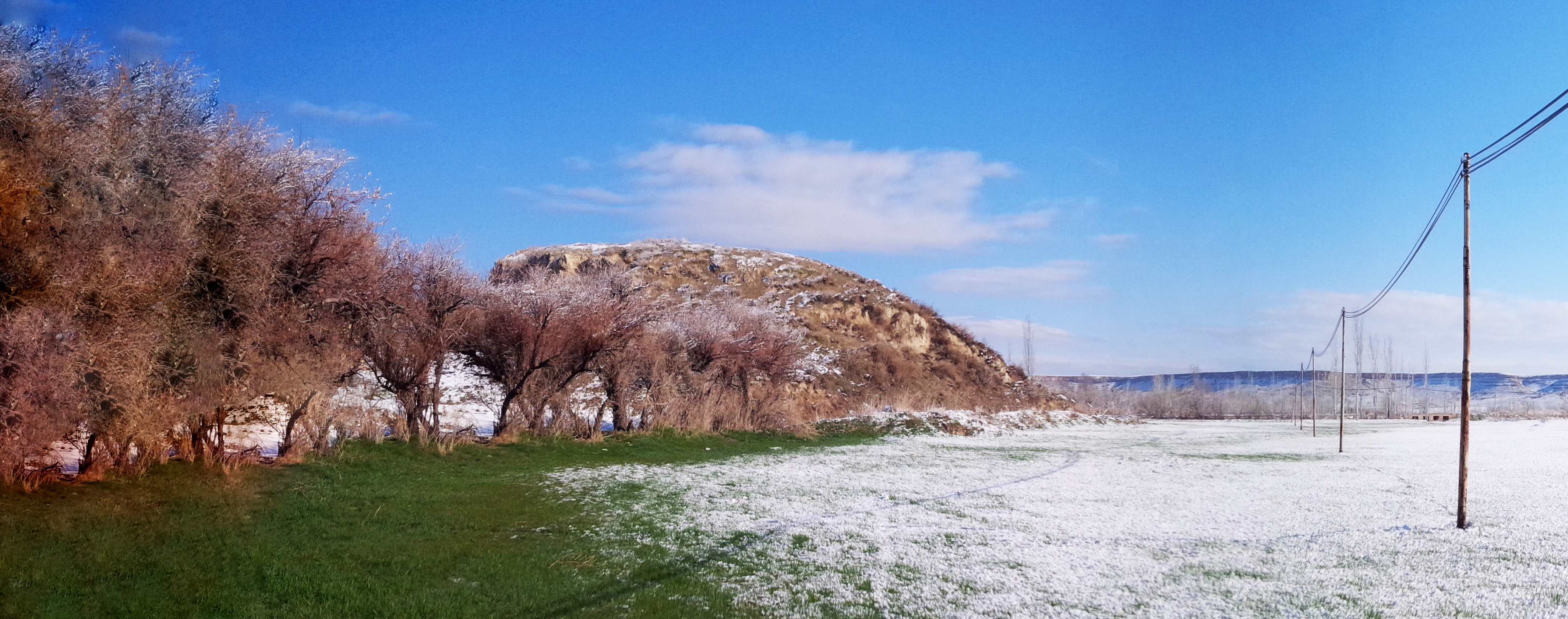
تپه تاریخی مسجدین (ضلع جنوبی)
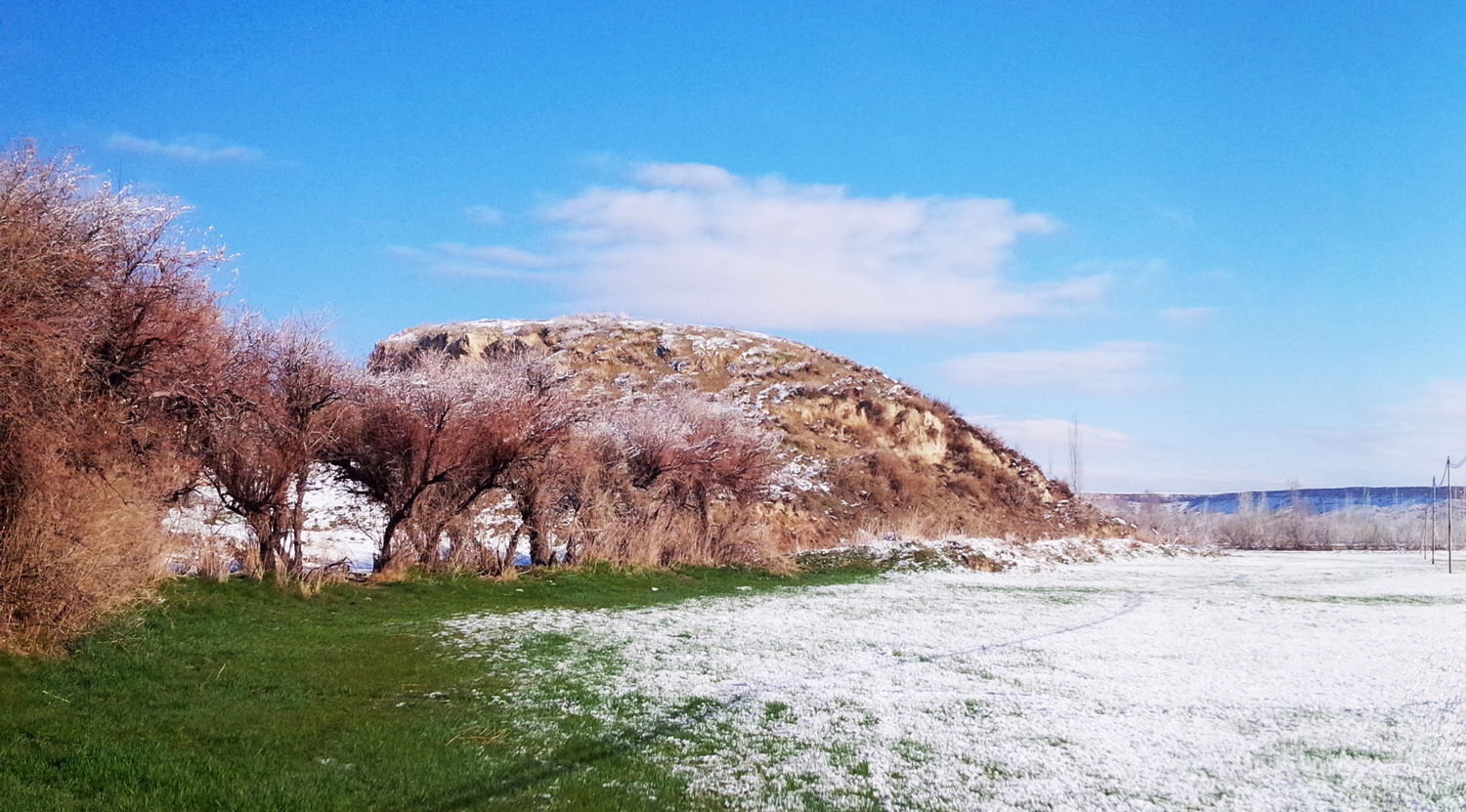
تپه تاریخی مسجدین (ضلع جنوبی)